# Bruno Da Col
Bruno Da Col (* 25. Februar 1913 in Cibiana di Cadore; † 29. Juli 1995 in Mailand) war ein italienischer Skispringer.
Seinen ersten großen Erfolg feierte Da Col bei den Italienischen Meisterschaften 1936. Dabei gewann er vor Mario Bonomo und Riccardo Rodeghiero die Goldmedaille. Kurz darauf startete Da Col bei den Olympischen Winterspielen 1936 in Garmisch-Partenkirchen. Dort erreichte er von der Normalschanze den 37. Platz. Kurze Zeit nach den Spielen sprang Da Col auf dem Trampolino Gigante Corno d’Aola in Ponte di Legno als erster Italiener über 100 Meter. Der Weltrekord wurde jedoch kurz zuvor bereits von Josef Bradl auf 101 Meter gesteigert. Trotz dessen erhielt er von Benito Mussolini eine goldene Ehrenmedaille für seine Leistung. 1939 und 1924 gewann er erneut Gold bei den Italienischen Meisterschaften. 1943 musste er sich Giuseppe Armand und Roberto Lacedelli geschlagen geben und gewann Bronze. Nach dem Zweiten Weltkrieg konnte er zu seiner alten Form zurückfinden und gewann 1947 seinen vierten Meistertitel. Bei den Olympischen Winterspielen 1948 in St. Moritz erreichte er von der Normalschanze den 18. Platz. Ein Jahr später gewann er zum Abschluss seiner Karriere noch einmal Bronze bei der Italienischen Meisterschaft hinter Carlo De Lorenzi und Aldo Trivella.